# Marine Dusser
Marine Dusser (* 22. Juni 1988 in Bourg-de-Péage) ist eine ehemalige französische Biathletin.
Marine Dusser lebt und trainiert in Villard-de-Lans und startet für den örtlichen Verein SC Villard de Lans, wo Thierry Dusserre ihr Trainer ist. 2003 begann die Studentin mit dem Biathlonsport und gehört dem französischen Nationalkader seit 2005 an. Ihre ersten internationalen Rennen bestritt sie 2005 im Rahmen des Junioren-Europacups in Garmisch-Partenkirchen. 2006 nahm sie in Presque Isle an ihren ersten von vier Junioren-Weltmeisterschaften teil. Gemeinsam mit Marine Bolliet und Laure Soulié gewann sie Staffel-Bronze, wurde Neunte im Einzel, Achte im Sprint und Elfte der Verfolgung. Im folgenden Jahr erreichte Dusser in Martell erneut gute Ergebnisse, kam aber nicht in Medaillennähe. Im Einzel lief sie auf Rang 15, im Sprint wurde sie erneut Achte und Zehnte in der Verfolgung. Erfolgreichste Junioren-WM wurden 2008 die Welttitelkämpfe in Ruhpolding. Mit Anaïs Bescond und Marie-Laure Brunet gewann die Französin Staffelsilber, Bronze im Sprint, wurde Neunte in der Verfolgung und Achte im Einzel. 2009 verfehlte sie in den Einzelrennen die Top-Ten-Ränge und erreichte als bestes Ergebnis Platz elf in der Verfolgung. Mit der Staffel verpasste sie als Vierte eine Medaille knapp. Ebenfalls gute Resultate brachten die Junioren-Wettkämpfe Sommerbiathlon-Weltmeisterschaften 2008 in Haute Maurienne. Im Sprint der Skiroller-Wettbewerbe lief sie auf Platz sechs, in der Verfolgung wurde sie Fünfte.
Im Frauen-Bereich debütierte Dusser zur Mitte der Europacup-Saison 2007/08 in Langdorf. In ihrem ersten Rennen, einem Einzel, lief die Französin auf Platz 17, schon im folgenden Sprint erreichte sie als Zehntplatzierte ihr erstes Top-Ten-Resultat. Zum Weltcupfinale der Saison am Holmenkollen in Oslo wurde Dusser erstmals im Weltcup eingesetzt und wurde 56. des Sprints. Damit qualifizierte sie sich sofort für das Verfolgungsrennen und lief dort auf Platz 42 vor. Es waren die bislang besten Ergebnisse der Französin in dieser Wettkampfserie. Bei den Biathlon-Europameisterschaften 2009 in Ufa wurde Dusser 20. im Einzel, Elfte im Sprint, Neunte des Verfolgungsrennen und mit Bolliet, Marion Blondeau und Sophie Boilley im Staffelrennen Vierte.

## Biathlon-Weltcup-Platzierungen
Die Tabelle zeigt alle Platzierungen (je nach Austragungsjahr einschließlich Olympische Spiele und Weltmeisterschaften).
- 1.–3. Platz: Anzahl der Podiumsplatzierungen
- Top 10: Anzahl der Platzierungen unter den ersten zehn (einschließlich Podium)
- Punkteränge: Anzahl der Platzierungen innerhalb der Punkteränge (einschließlich Podium und Top 10)
- Starts: Anzahl gelaufener Rennen in der jeweiligen Disziplin

| Platzierung         | Einzel | Sprint | Verfolgung | Massenstart | Staffel | Gesamt |
| ------------------- | ------ | ------ | ---------- | ----------- | ------- | ------ |
| 1. Platz            |        |        |            |             |         |        |
| 2. Platz            |        |        |            |             |         |        |
| 3. Platz            |        |        |            |             |         |        |
| Top 10              |        |        |            |             |         |        |
| Punkteränge         |        |        |            |             |         |        |
| Starts              |        | 3      | 1          |             |         | 4      |
| Stand: Karriereende |        |        |            |             |         |        |